# E.D.I.
E.D.I. (настоящее имя — Малькольм Гринидж, англ. Malcolm Greenidge; р. 7 июля 1974, Нью-Йорк, США) — американский рэпер.
В третьем классе Малькольм познакомился с Катари «Kastro» Кокс, который после представил Малкольма кузену — Тупаку Шакуру.

## Личная жизнь
Малькольм Гринидж женат и имеет троих детей: Малик, Милан и Нзингха. Малик и Нзингха родились в отношениях с единоутробной сестрой Тупака Шакура. Гринидж обращён в ислам в 2006 году по настоянию своего друга Наполеона.

## Дискография
- Blood Brothers (2002)
- Against All Oddz (2006)
- Doin' It Big (2008)
- The Stash Spot (2010)
- O.G. Est. 1992 (2013)
- The Hope Dealer (2015)
- Ghetto Starz: Streets to the Stage (2015)
- The Hope Dealer 2 (2018)